# Lago de Vila Galvão

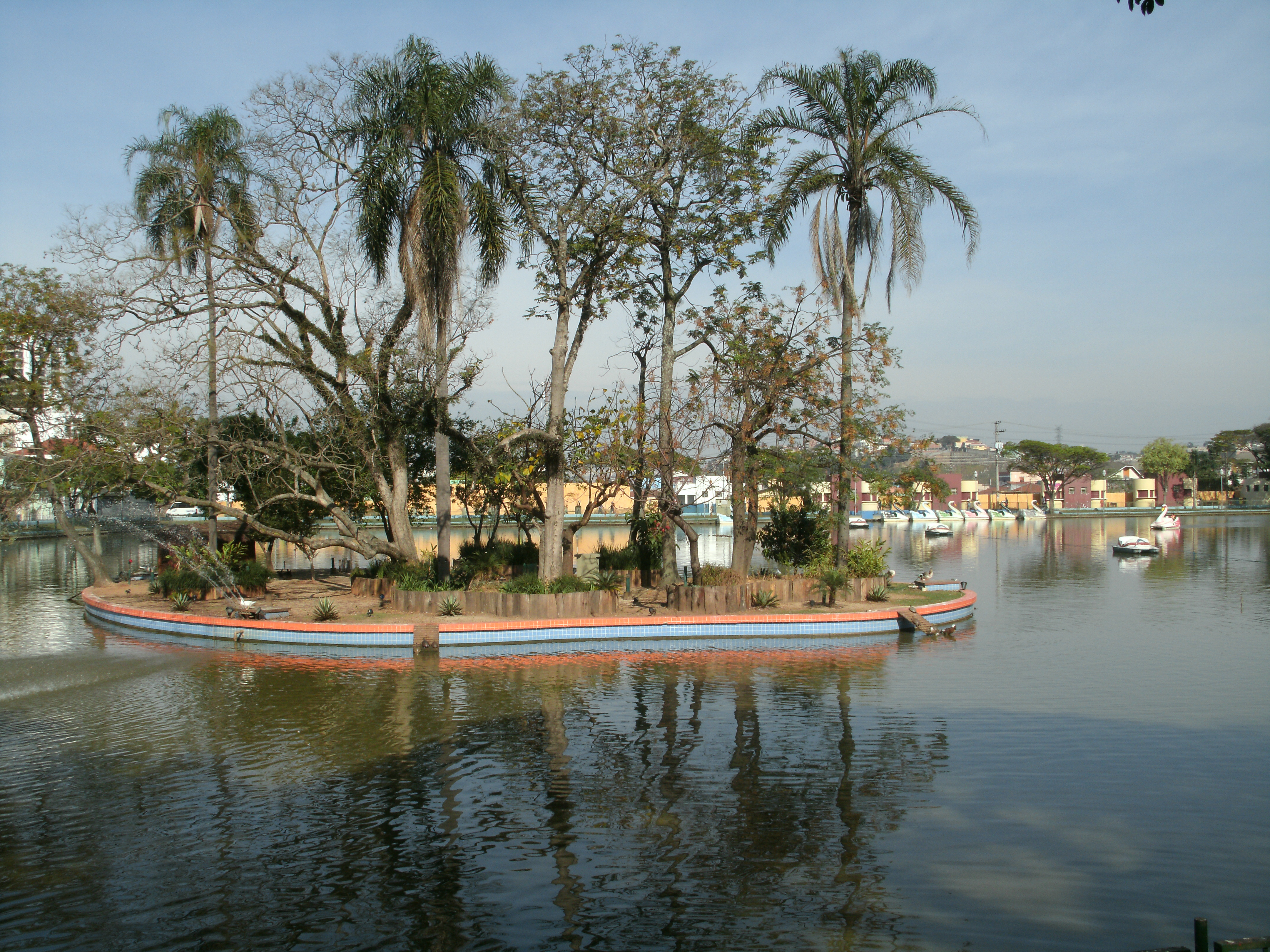
Lago de Vila Galvão

O Lago de Vila Galvão, conhecido também por Lago dos Patos, é um lago de água doce cercado por vegetação nativa e cultivada. Possui uma área de aproximadamente 20,5 mil m² e está localizado a cerca de 3,5 km do centro de Guarulhos, Brasil. Seu entorno oferece opções de lazer como o Centro Permanente de Exposição de Artes Prof. José Ismael, o Teatro Municipal Nélson Rodrigues, além de diversos bares, traillers e restaurantes. Há pedalinho, pista de cooper, aparelhos de ginástica, campo de futebol, etc.

## Galeria

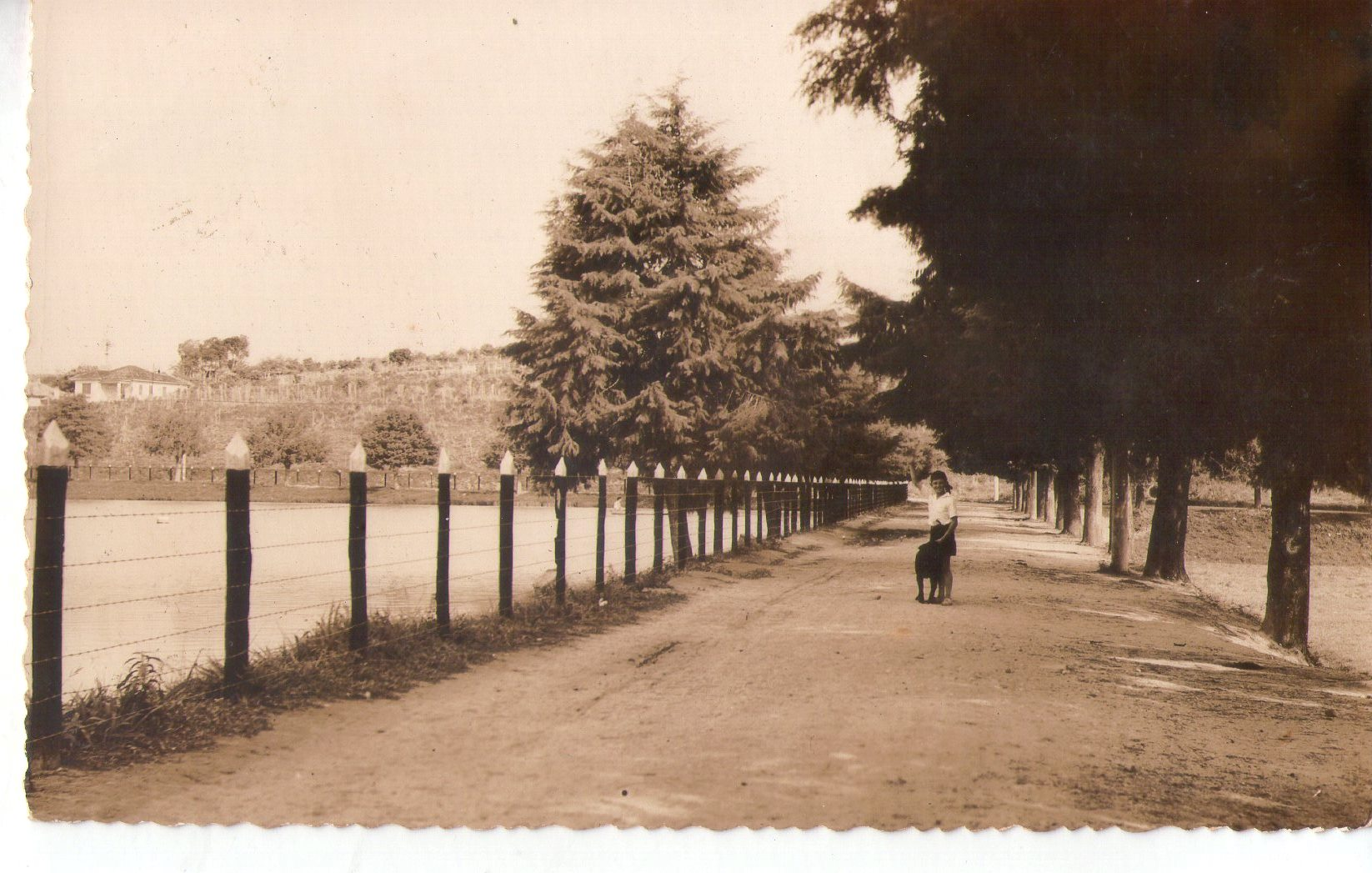
Em 1939.
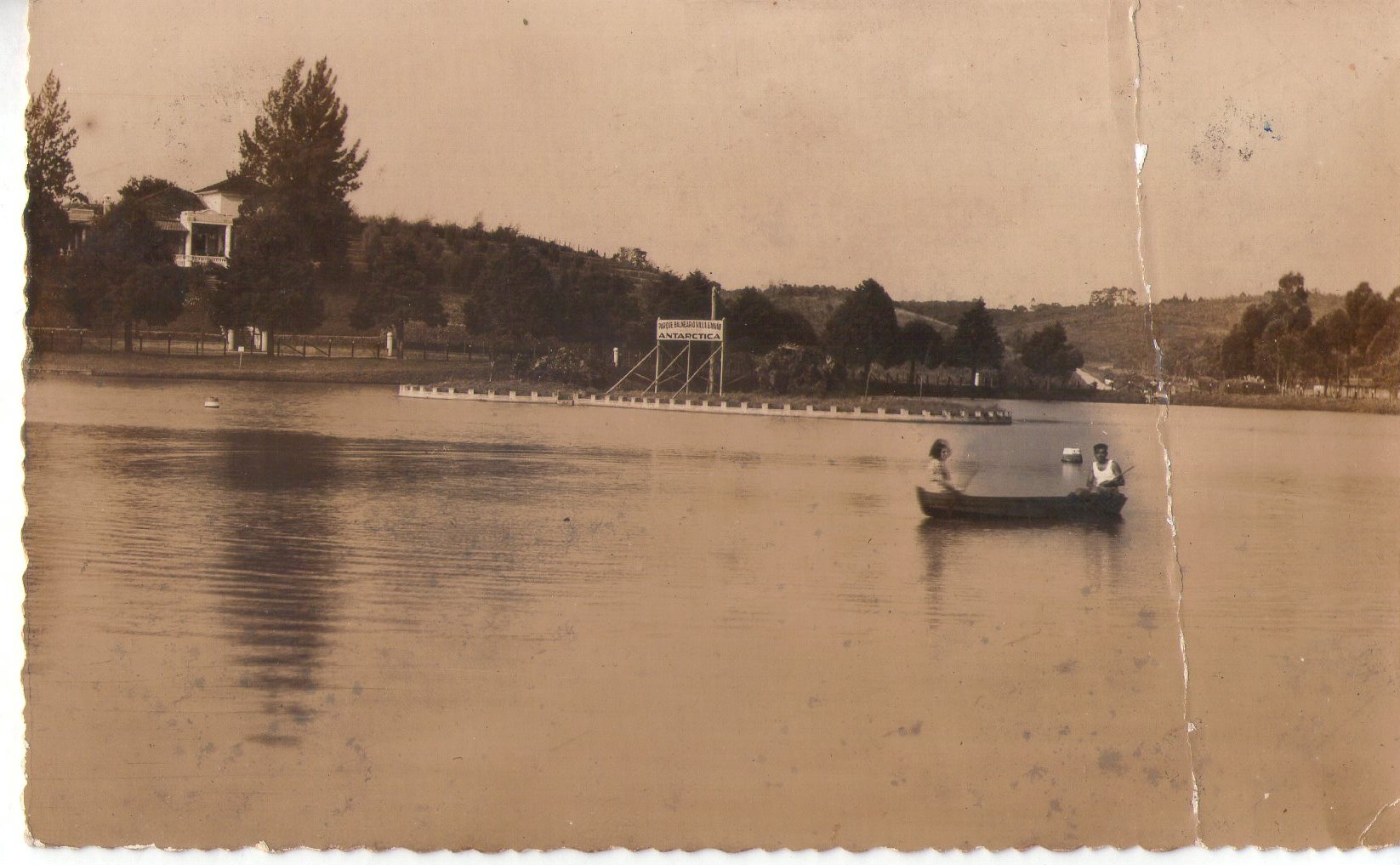
Em 1939.